# Alexis Argüello
Pour les articles homonymes, voir Argüello.
Alexis Argüello est un boxeur nicaraguayen né le 19 avril 1952 à Managua et mort le 1er juillet 2009 à Managua. Il a détenu le titre de champion du monde poids plumes de 1974 à 1976, super-plumes de 1978 à 1980, et poids légers de 1981 à 1983. Entré au International Boxing Hall of Fame en 1992, Alexis Argüello est reconnu comme un redoutable puncher, ayant remporté 62 de ses 77 victoires par KO.

## Carrière

### Carrière amateur
Se battant régulièrement dans la rue durant son adolescence, Alexis Argüello se met à la boxe grâce au mari de sa sœur Marina. Il détient en carrière amateur un palmarès de 58 victoires pour 2 défaites.

### Débuts professionnels
Entrainé par l'ancien boxeur Miguel Angel Rivas, Argüello combat pour la première fois en professionnel à l'âge de 16 ans, le 26 octobre 1968, en battant Israel Medina par KO au premier round. Après 14 victoires et deux défaites durant ses deux premières années en professionnel, Argüello remporte le titre de champion du Paraguay en poids super-coqs, en battant Kid Clay par décision unanime le 2 octobre 1971.
En raison d'une blessure à la main en janvier 1972, Argüello ne combat pas pendant 8 mois. Désormais en catégorie poids plumes, il connait ses premiers vrais tests en 1973 : le 26 mai 1973, il bat le champion d'Amérique du sud Kid Pascualito par KO technique au 3e round. Il bat l'expérimenté Octavio Gomez le 30 juin de la même année par KO au 2e round. Le 24 novembre 1973 enfin, il est opposé à l'ancien double champion du monde José Legrá. Argüello l'emportera par KO technique au 1er round.

### Premier championnat du monde
Avec un palmarès de 31 victoires et 3 défaites, ayant remporté 11 de ses 12 derniers combats par KO, Alexis Argüello combat le champion du monde WBA Ernesto Marcel au Panama, le 16 février 1974. Argüello utilise son allonge supérieure pour combattre à distance, mais les crochets du champion sont efficaces. Argüello prend beaucoup de coups dans la 7e reprise, l'arbitre venant dans son coin à la fin du round pour lui demander s'il veut continuer. Argüello va jusqu'au bout du combat mais perd par décision unanime. A l'issue du combat, Ernesto Marcel prédit qu'Argüello sera champion du monde.

### Champion du monde des poids plumes
Argüello remporte quatre victoires consécutives avant d'avoir une autre chance de remporter le titre de champion du monde, désormais détenu par Ruben Olivares, ancien double champion du monde poids coq. Le combat se tient le 23 novembre 1974, un an après la précédente tentative d'Argüello. Olivares prend le contrôle du combat, en avance sur les cartes des juges à l'issue de 12 reprises. Néanmoins un crochet gauche d'Argüello envoie le champion à terre dans le 13e round. Ce dernier se relève difficilement, mais est renvoyé à terre d'un autre crochet gauche. A 22 ans, Alexis Argüello remporte le titre de champion du monde des poids plumes.
Il défend son titre le 15 mars 1975 en dominant Leonel Hernandez, arrêté après 8 rounds. Le 31 mai de la même année, Argüello stoppe Rigoberto Riasco par KO technique en deux reprises. Il défend une troisième fois sa ceinture face au japonais invaincu en 18 combats et futur champion du monde des poids super-coqs, Royal Kobayashi, le 12 octobre 1975. Le travail au corps du champion est efficace, Kobayashi est mis KO au 5e round. Argüello défend une dernière fois sa ceinture contre Salvador Torres en le mettant KO d'une droite au 3e round. A l'issue de cette victoire, il passe en catégorie super-plumes.

### La bataille sanglante de Bayamón: Alexis Argüello contre Alfredo Escalera
Après plusieurs victoires, Argüello rencontre le 28 janvier 1978 le champion du monde des poids super-plumes WBC, Alfredo Escalera, qui a victorieusement défendu son titre 10 fois d'affilée depuis 1975. Argüello démarre bien le combat, envoyant à terre Escalera à la deuxième reprise. Ce dernier se relève, et le combat reprend. Combattant à Porto Rico, territoire dont vient Alfredo Escalera, Argüello fait un combat agressif, craignant de subir une décision des juges en sa défaveur. Il remporte des rounds, mais Escalera revient plus tard dans le match, touchant fréquemment son adversaire au 12e round. Argüello pourtant reprend le dessus dans le 13e round. Escalera blessé et souffrant d'importants saignements est arrêté par l'arbitre, Alexis Argüello conquiert le titre de champion du monde dans une deuxième catégorie. Escalera est hospitalisé, souffrant notamment d'un nez cassé et de diverses coupures. Nommé "The Bloody Battle of Bayamón", ce combat sera décrit comme brutal.

### Champion du monde des poids super-plumes
Alexis Argüello défend son titre à trois reprises en 1978. Il bat par KO technique le boxeur invaincu et champion OPBF Rey Tam en 5 rounds le 29 avril. Il met KO Diego Alcala en moins de deux minutes, le 3 juin. Il bat enfin par décision unanime Arturo Leon le 10 novembre.
Un combat revanche avec Alfredo Escalera est organisé le 4 février 1979 à Rimini, en Italie. Argüello prend rapidement l'avantage aux points et envoie Escalera à terre dans les rounds 4, 5, et 13. Dans ce 13e round, Escalera est arrêté par l'arbitre après avoir chuté en essayant se relever.
Argüello rencontre par la suite le challenger N°1 de la WBC, Rafael Limon le 8 juillet 1979. Le champion prend une nette avance aux points, faisant bientôt saigner Limon de l'œil droit, le combat est arrêté durant la 11e reprise, Argüello conserve son titre. Le 16 novembre, il affronte Bobby Chacon. Ce dernier prend l'avantage sur les cartes des juges à l'issue des 5 premiers rounds. Argüello réplique dans les rounds 6 et 7, Chacon est compté debout par l'arbitre dans le 7e round. A l'issue de cette reprise, le docteur examine le challenger qui ne peut continuer le combat.
Argüello défend une nouvelle fois sa ceinture le 20 janvier 1980 contre Ruben Castillo, invaincu en 43 combats. Après 9 rounds, le challenger a une légère avance sur les cartes des juges, mais Argüello prend l'avantage dans le 10e, et envoie son opposant à terre dans la 11e. Ce dernier se relève mais est arrêté par l'arbitre. Alexis Argüello défend une huitième et ultime fois sa ceinture de champion du monde des super plumes en battant Rolando Navarrete le 27 avril, arrêté après 4 rounds à la suite d'un important saignement.

### Champion du monde des poids légers
Alexis Argüello monte en poids légers et bat en combat sans titre en jeu Cornelius Boza Edwards et Jose Luis Ramirez, deux futurs champions du monde. Le 20 juin 1981, il est opposé à Jim Watt pour le titre de champion du monde WBC. Argüello, plus agressif, envoie le champion à terre au 7e round. Le combat va au bout, Argüello l'emporte par décision unanime et remporte le titre dans une troisième catégorie de poids différente.
Il défend pour la première fois sa ceinture face à Ray Mancini, 20 ans, classé N°3 par la WBC, et invaincu en 20 combats. Les cartes des juges sont serrées après 10 rounds, mais Argüello envoie Mancini à terre au 12e round, et une nouvelle fois au 14e, l'arbitre arrête le challenger. Argüello bat par la suite deux challengers moins réputés : Roberto Elizondo par KO au 7e round, James Busceme par KO technique au 6e round.
Alexis Argüello combat l'ancien champion nord-américain NABF Andrew Ganigan le 22 mai 1982. Ce dernier est très agressif envoie le champion à terre dès la 1ere reprise. Argüello se relève et envoie Ganigan au tapis à son tour, le challenger se relève. Argüello prend l'avantage et dans la 5e reprise, une série de crochets du champion renvoie Ganigan au tapis, qui ne peut se relever. Alexis Argüello passe alors en poids super-légers, avec comme but de devenir le premier boxeur à être champion dans quatre catégories de poids différentes.

### La bataille des champions: Alexis Argüello contre Aaron Pryor I et II
Après une victoire dans un combat sans titre en jeu contre le futur entraineur Kevin Rooney, Argüello va combattre le champion du monde WBA des super-légers le 12 novembre 1982, Aaron Pryor, dans un combat surnommé « The battle of the champions ». Pryor est invaincu en 33 combats, détient la ceinture depuis le 2 août 1980, et a défendu son titre victorieusement à cinq reprises depuis. Alexis Argüello est donné favori à 12 contre 5. L'affrontement entre ces deux champions réputés est très attendu, ces deux derniers toucheront la plus grosse bourse de leur carrière à cette date.
Le combat est très animé et serré. Il sera nommé "Combat de la décennie" par Ring Magazine en 1990, et le huitième plus grand combat pour le titre de tous les temps par ce même magazine en 1996. A l'issue du 13e round, deux juges donnent Pryor en tête de 3 points, un juge donne Argüello en tête de 2 points. Dans la 14e reprise, Pryor accule Argüello dans les cordes et le touche. Le combat a suscité la controverse car l'entraîneur de Pryor, Panama Lewis, a introduit une deuxième bouteille d'eau, qu'il a décrite comme « la bouteille que j'ai préparée » lors de la minute de repos entre les rounds 13 et 14, ce qui a donné lieu à des spéculations selon lesquelles la bouteille contenait un liquide illégal, à la suite de la victoire de Pryor en début de 13e reprise. Panama Lewis s'en défendra, les versions divergent sur le contenu de la bouteille.
La WBA ordonne une revanche qui a lieue le 9 septembre 1983. Pryor qui est donné cette fois favori envoie Argüello à terre trois fois, ce dernier ne se relève pas à la suite de son dernier knock down dans le 10e round. Après cette défaite, Argüello annonce son retrait de la boxe.

### Retours
Argüello remonte sur le ring deux ans plus tard, le 25 octobre 1985. Il bat par KO technique en 5 rounds Pat Jefferson, et l'ancien champion du monde Billy Costello en 4 rounds le 9 février 1986. Il fait un nouveau retour en 1994. Après une victoire contre un boxeur inconnu, il perd aux points contre Scott Walker, pour ce qui sera son dernier combat.
Vainqueur de 18 combats de championnat du monde, champion du monde dans trois catégories différentes, Alexis Argüello est considéré comme le 20e plus grand puncheur de tous les temps selon le classement de Ring Magazine établi en 2003.

## Reconversion
Après sa retraite sportive, il se lance dans la politique et est élu maire de Managua sur une liste du Front sandiniste de libération nationale (FSLN) en 2008. Le 1er juillet 2009, il est retrouvé mort d'une balle dans la poitrine.

## Distinction
- Alexis Argüello est membre de l'International Boxing Hall of Fame depuis 1992.